# شکنجه آب چینی

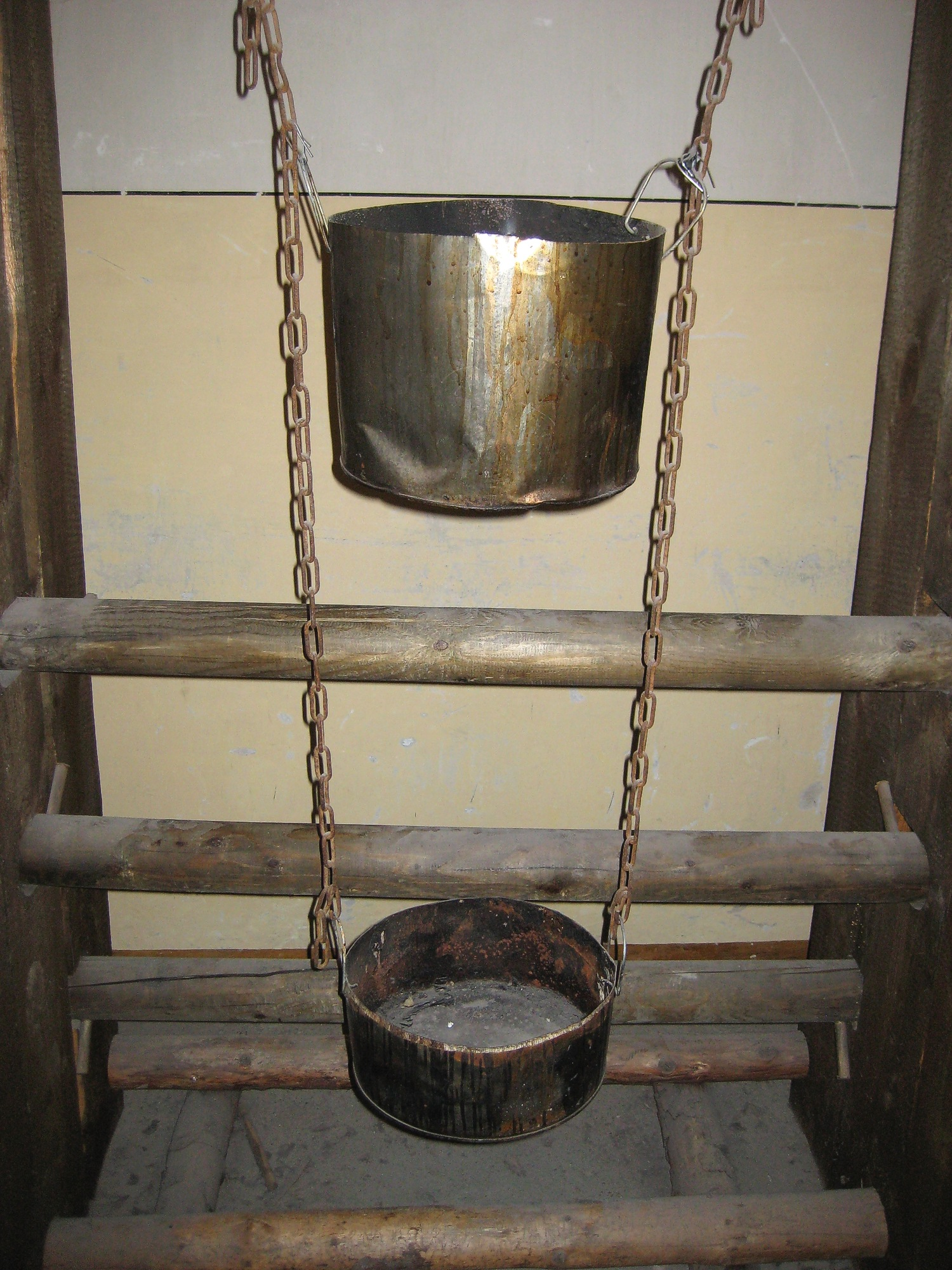
یک دستگاه شکنجه آب چینی بازسازی شده

شکنجه آب چینی (انگلیسی: Chinese water torture) یا «ماشین چکه‌کن» یک فرایند روانی دردناک است که در آن آب سرد به آرامی برای مدت طولانی روی پوست سر، پیشانی یا صورت می‌چکد. این فرایند باعث ترس و زوال ذهنی در سوژه می‌شود. الگوی قطرات اغلب نامنظم است، و احساس سرما متلاطم است، که باعث اضطراب می‌شود، زیرا فرد سعی می‌کند قطرات بعدی را پیش‌بینی کند. این شکل از شکنجه برای اولین بار توسط Hippolytus De Marsiliis در ایتالیا در قرن ۱۵ یا ۱۶ توصیف شد.

## ریشه
«شکنجه آب چینی» در داستان کوتاه «سازِشکار» در سال ۱۸۹۲ ذکر شده‌است که نشان می‌دهد تا آن تاریخ با این اصطلاح آشنا شده‌اند. ممکن است توسط سلول شکنجه آب چینی فرار از مخمصه رایج شده باشد (یک شاهکار فرارشناسی که در برلین در سیرک بوش در ۱۳ سپتامبر ۱۹۱۰ معرفی شد). فرار باعث شد که هری هودینی در یک کابینت شیشه‌ای قفل شده و فولادی پر از آب بسته و وارونه آویزان شود، که از آنجا فرار کرد، همراه با داستان‌های فو مانچوی ساکس رومر که در دهه ۱۹۳۰ معروف بودند (که در آن فو مانچو قربانیان خود را تحت شکنجه‌های مبتکرانه مختلفی مانند ژاکت سیمی قرار می‌دهد).
Hippolytus de Marsiliis را با اختراع نوعی شکنجه در آب نسبت می‌دهند. او با مشاهده اینکه چگونه قطرات آب یکی یکی بر روی سنگ می‌ریزد به تدریج گودی ایجاد می‌کند، این روش را روی بدن انسان اعمال کرد. پیشنهادهای دیگر می‌گویند که اصطلاح «شکنجه آب چینی» صرفاً برای اعطای حس رمز و راز شوم به روش ابداع شده‌است. قربانی لباس‌های خود را درمی‌آوردند، به مردم نشان می‌دادند و سپس شکنجه می‌شدند. آنها دیوانه می‌شدند در حالی که تماشاچیان آنها را تماشا می‌کردند، مسخره می‌کردند و به آنها می‌خندیدند.

## اثربخشی
شواهد بسیار کمی در مورد اثربخشی شکنجه برای اهداف بازجویی وجود دارد. خود این روش به تناسب شدت مواجهه، باعث آسیب روانی پایدار در قربانیان می‌شود. سریال تلویزیونی افسانه‌زدایان تأثیر شکنجه آب چینی را مورد بررسی قرار داد و در حالی که کاملاً مؤثر بود، آنها خاطرنشان کردند که تجهیزات مهار کننده بیشتر تأثیر را به خودی خود ارائه می‌دهد و هنگام آزمایش چکیدن آب به تنهایی بر روی یک سوژه آرام و مهار نشده، آن را آزمایش می‌کند. تقریباً ناچیز یافت شد. با این وجود، در قسمت ۳، فصل ۲ مجموعه تلویزیونی تحت وب Mind Field the MythBusters، آدام سویج، مجری این برنامه گفت: "وحشتناک‌ترین اتفاقی که پس از انجام این قسمت افتاد این بود که ایمیلی از شخصی از یک حساب کاربری دور ریختنی دریافت کردم. او گفت: "ما متوجه شدیم که تصادفی کردن زمانی که قطرات رخ می‌دهد فوق‌العاده مؤثر است. هر چیزی که در یک دوره منظم اتفاق می‌افتد می‌تواند به نوعی مدیتیشن تبدیل شود، و سپس می‌توانید آن را تنظیم کنید. اگر نمی‌توانید آن را پیش‌بینی کنید، او گفت: «ما دریافتیم که توانستیم در عرض ۲۰ ساعت یک استراحت روانی ایجاد کنیم.» علاوه بر این که قربانیان دچار زوال روانی می‌شوند، روان‌پریشی یک عارضه جانبی رایج هنگام تحت شکنجه آب چینی است. در طول دوره روان پریشی، قربانیان دچار هذیان، توهم و از دست دادن تماس با واقعیت می‌شوند. در سال ۲۰۱۲، هنرمند استرالیایی، Lottie Consalvo, شکنجه آب چینی را برای یک پروژه هنری به نام Steer a Steady Ship اجرا کرد تا احساسات خود را پس از مرگ خواهرش نشان دهد. در حالی که زیر قطره‌های آب دراز کشیده بود، حضور خواهر فوت شده اش را در کنار خود احساس کرد. در این مقاله، هنرمند استرالیایی شکنجه آب چینی را بازسازی می‌کند، که تجربه کنسالوو را در طول اجرا توضیح می‌دهد، نویسنده بیان می‌کند: «او به ایده شکنجه آب چینی که می‌تواند باعث روان پریشی شود، از طریق ارتباط آن با سر، که برای او نشان دهنده است، رسید. جسمانی بودن ذهن - چیزی که او معتقد است «فیزیکی تر از هر چیزی در زندگی است.»